# 3 Plus TV
3 Plus (Marktauftritt 3+) ist ein überregionaler privater Fernsehsender aus der Schweiz, der seit 31. August 2006 ausgestrahlt wird. Er ersetzte den Sender TV3, der von 1999 bis 2001 ausgestrahlt wurde, indem er dessen Sendefrequenzen übernahm. Bis zur offiziellen Vorstellung an einer Medienkonferenz am 31. Mai 2006 trug das Projekt den Arbeitstitel Elevator TV. Gründer und Geschäftsführer ist Dominik Kaiser, Programmdirektor ist Torsten Prenter (ehemals RTL II). Derzeit kann es von etwa 1,7 Millionen Schweizer Haushalten per Kabelanschluss empfangen werden. Am 15. Dezember 2012 startete 3+ sein Programm verschlüsselt über den Satelliten Astra 1KR.

## Organisation
Das Programm mit dem Markennamen 3+ wird vom Unternehmen 3 Plus TV Network AG hergestellt, das wiederum der 3 Plus Group AG gehört, der Trägerin der Fernsehkonzession. Dem Verwaltungsrat der 3 Plus Group AG gehören an: Dominik Kaiser als Verwaltungsratspräsident sowie Walter Häusermann (ehemals Leiter Finanzcontrolling bei Swatch Group sowie in Führungspositionen bei verschiedenen Unternehmen), Martin Spieler (Chefredaktor der SonntagsZeitung, zuvor der Handelszeitung und COO der Belcom-Gruppe, Miteigentümerin von Tele24) und seit September 2008 Helmut Thoma (ehemaliger Geschäftsführer von RTLplus Deutschland Fernsehen GmbH & Co. KG). Beim Start beschäftigte der Sender rund 20 Mitarbeiter, mittlerweile sind es 30. Der Sitz des Senders befindet sich in Schlieren bei Zürich, wobei 3 Plus TV keine eigenen Studios unterhält.
Im August 2012 kündigte die 3 Plus Group AG an, im Herbst 2012 ein zweites Programm zu starten. Es ist seit dem 9. Oktober 2012 unter dem Namen 4+ zunächst ausschließlich für Kunden des Kabelnetzbetreibers UPC Cablecom (heute UPC Schweiz) empfangbar und legt den Programmschwerpunkt auf Blockbuster-Spielfilme. Zielgruppe ist wie bei 3+ das 15- bis 49-jährige Fernsehpublikum.
Seit September 2014 betreibt die 3 Plus Group AG ein drittes Programm namens 5+.
Ende März 2019 startete der neue Kanal 6+. Im Oktober 2019 wurde die 3+-Gruppe von CH Media übernommen. Die Handelszeitung berichtete über die Übernahme.

## Programm

Logo des HD-Programms

Der Sender 3+ setzt vor allem auf eingekaufte Serien und Spielfilme. Es wurden bereits Eigenproduktionen ausgestrahlt, aber einige sind immer noch in der Planung und wurden noch nicht produziert, resp. ausgestrahlt (z. T. von eingekauften ausländischen Formaten). Ausserhalb der Hauptsendezeit am Abend wurden überwiegend Call-in-Gewinnspiele ausgestrahlt, etwa unter den Namen „SwissQuiz“, „Swiss Day Quiz“ und „SwissQuiz 2Night“, die jedoch aus finanziellen Gründen alle in Wien von Mass Response Service produziert wurden, einer 100-prozentigen Tochterfirma der Telekom Austria. Dies erklärt auch die Tatsache, dass relativ oft österreichische Moderatoren eingesetzt wurden. Nach einem Bundesgerichtsentscheid gegen die Produktionsfirma, in der die in dieser Form ausgestrahlte Call-in-Sendung als Widerhandlung gegen das Lotteriegesetz bestätigt wurde, wurde die Ausstrahlung des Call-in-Formats Anfang März 2010 eingestellt. Gefüllt wird die entstandene Programmlücke vor allem durch Eigenproduktionen, vorwiegend ältere Staffeln. Anschliessend bot man einer Esoteriksendung diesen Senderaum an, welche bis heute ausgestrahlt wird. Der Name 3 Plus ist angelehnt an den früheren, mittlerweile eingestellten Schweizer Privatsender TV3.
Die Positionierung wird offiziell mit „Unterhalten und unterhaltend informieren“ umschrieben. Im Tagesschnitt erreicht 3+ in der Deutschschweiz einen Zuschaueranteil von 2,7 Prozent (Stand: Mitte 2012). In der von 3 Plus TV als Prime Time definierten Sendezeit von 20.00 Uhr bis 22.29 Uhr erreichte 3+ im zweiten Quartal 2012 in der Zielgruppe (14–49 Jahre) einen Marktanteil von 3,7 Prozent, rückläufig gegenüber dem im Vorjahr erreichten Spitzenwert von 4,1 Prozent.
Medienberichten zufolge lag 3 Plus TV 2007 im Streit mit dem Bundesamt für Kommunikation bezüglich des Informationsauftrags. Während der Sender die Auffassung vertrat, Nachrichten und Wetter könnten gemäss diesem Auftrag auch ausschliesslich im Teletext-Angebot bedient werden, betrachtete das BAKOM diese Praxis als gesetzeswidrig. Mittlerweile wurde ein Kompromiss gefunden. Zusätzlich zum Teletext verbreitet 3+ seine Nachrichten als Laufband am unteren Bildrand.

### Aktuelle Eigenproduktionen
- Bauer, ledig, sucht… (seit 2008); Doku-Soap, ähnlich wie Bauer sucht Frau. Bisher siebzehn Staffeln.
- Der Bachelor (seit 2012); bisher sechs Staffeln.
- Die Bachelorette (seit 2015); bisher vier Staffeln.
- Bernegger & Juric. Die Kommissare. (seit 2018)[13]
- The Voice of Switzerland, Staffel 3, Frühjahr 2020
- «Die Höhle der Löwen Schweiz» ist die Schweizer Version des britischen Sendungsformats Dragons’ Den, das in Deutschland auch unter dem Titel Die Höhle der Löwen läuft. Während die erste Staffel mit sieben Folgen vom 21. Mai 2019 bis 2. Juli 2019 auf TV24 ausgestrahlt wurde,[14][15] wurde die 2. Staffel vom 22. September 2020 bis 10. November 2020 von TV24 und auch von 3+ ausgestrahlt.[16] Die sieben Folgen der 3. Staffel wurden vom 26. Oktober bis 7. Dezember 2021 auf 3+ gesendet.[17]

### Ehemalige Produktionen
- Superstar – From zero to hero (Herbst 2006); Castingshow, ähnlich wie MusicStar (SF 1) und Deutschland sucht den Superstar (RTL)
- Wissen der Welt; Wissensshow mit Peter Wick, ähnlich wie Welt der Wunder (deutsches Original: heute RTL II, früher ProSieben)
- Supermodel (November 2007); Reality-Dokumentation, welche eine Gruppe von jungen Frauen auf ihrem steinigen Weg zum Supermodel begleitet
- Upps! Die Schweizer Pannenshow (Herbst 2008); ähnlich wie Upps! – Die Pannenshow auf Super RTL
- Bumann, der Restauranttester (2009 bis 2021); ähnlich wie Rach, der Restauranttester
- Sing and Win; ähnlich wie Sing and Win!
- Die 10 (Frühling 2010); ähnlich wie Die 10 … (RTL)
- Vermisst (2012); ähnlich wie Vermisst (RTL)
- Jung, wild & sexy – Baggern, saufen, Party machen; ähnlich wie Saturday Night Fever – So feiert Österreichs Jugend
- Mama ich bin schwanger – Teenager werden Mütter (seit November 2010)
- Adieu Heimat – Schweizer wandern aus (seit Mai 2011)
- Wer wird Millionär? (2011, drei Ausgaben)
- Camping Paradiso Grandioso (Herbst 2011)
- Supernanny (2012); ähnlich wie Die Super Nanny (deutsches Original: RTL)
- Undercover Boss (seit Mai 2012); ähnlich wie das deutsche Format
- Mike Shiva (2014)
- Die Bellers (2014)

### Weitere
- Spielfilme (Einige davon als Schweizer Erstausstrahlung)
- Doku-Soaps
- ESO.TV (Esoteriksendung)

### Serien
Die ausgestrahlten Serien sind grösstenteils aus den USA eingekauft. Das Schwergewicht liegt auf Krimiserien wie beispielsweise die CSI-Serie und werden gegen Abend ausgestrahlt. Zudem findet man auch immer die eine oder andere Sitcom im Programm, welche am späten Nachmittag ausgestrahlt wird.
- 2 Broke Girls
- Anger Management
- Body of Proof
- Bones – Die Knochenjägerin
- Castle
- Cougar Town
- Criminal Intent – Verbrechen im Visier
- Criminal Minds
- Criminal Minds: Team Red
- CSI: Cyber
- CSI: Den Tätern auf der Spur
- CSI: NY
- Detective Laura Diamond
- Die Borgias
- Die Simpsons
- Eleventh Hour – Einsatz in letzter Sekunde
- Ghost Whisperer – Stimmen aus dem Jenseits
- Hawaii Five-0
- Hot in Cleveland
- How I Met Your Mother
- Human Target
- Immer wieder Jim
- In Plain Sight – In der Schusslinie
- King of Queens
- Ladykracher
- Leverage
- Lie to Me
- Meine wilden Töchter
- Modern Family
- Navy CIS
- NCIS – Los Angeles
- NCIS: New Orleans
- New Girl
- Once Upon a Time – Es war einmal…
- Person of Interest
- Psych
- Quantico
- Rizzoli & Isles
- Rookie Blue
- Scrubs – Die Anfänger
- The Big Bang Theory
- The Blacklist
- The Mentalist
- The Walking Dead
- Alles Betty!
- White Collar
- Empire